# Đỗ Huy Cảnh
Đỗ Huy Cảnh (chữ Hán:杜 輝 璟, 1792- 1850), húy Ân, tự Huy Cảnh, hiệu Định Hiên; là quan triều Nguyễn trong lịch sử Việt Nam.

## Tiểu sử
Đỗ Huy Cảnh sinh giờ Dậu ngày 13 tháng 5 năm Nhâm Tý (1792) tại làng La Ngạn, xã Yên Đồng, huyện Ý Yên, tỉnh Nam Định. Ông là thân sinh của Phó bảng Đỗ Huy Uyển và là ông nội của Đình nguyên Đỗ Huy Liêu.
Dưới triều vua Gia Long, khoa Kỷ Mão 1819 tại trường Sơn Nam, Đỗ Huy Cảnh thi đỗ cử nhân.
Là người đầu tiên của huyện Ý Yên, tỉnh Nam Định đỗ cử nhân dưới triều Nguyễn; Hoàng giáp Phạm Văn Nghị có câu đối mừng:
Ngô Huyện đương triều khoa hoạn thủy,
Danh gia dịch thế lễ thi tồn.
Ông làm quan trải ba triều vua Gia Long, Minh Mạng, Thiệu Trị, với các chức vị sau:
- Tri phủ Diễn Châu năm 1826
- Công Tố viên ngoại lang rồi Bộ Hộ Lang Trung năm 1830
- Án sát sứ Sơn Tây năm 1832, hàm Chánh Tứ phẩm.
- Bố Chính Sơn Tây năm 1833, hàm Chánh Tam phẩm
- Bố chánh sứ và Tuần Phủ Phú Yên 1837, hàm Tòng Nhị phẩm.
- Tuần Phủ Biên Hòa năm 1840.
Ông mất ngày 13 tháng 3 năm Canh Tuất (1850) thọ 59 tuổi. 

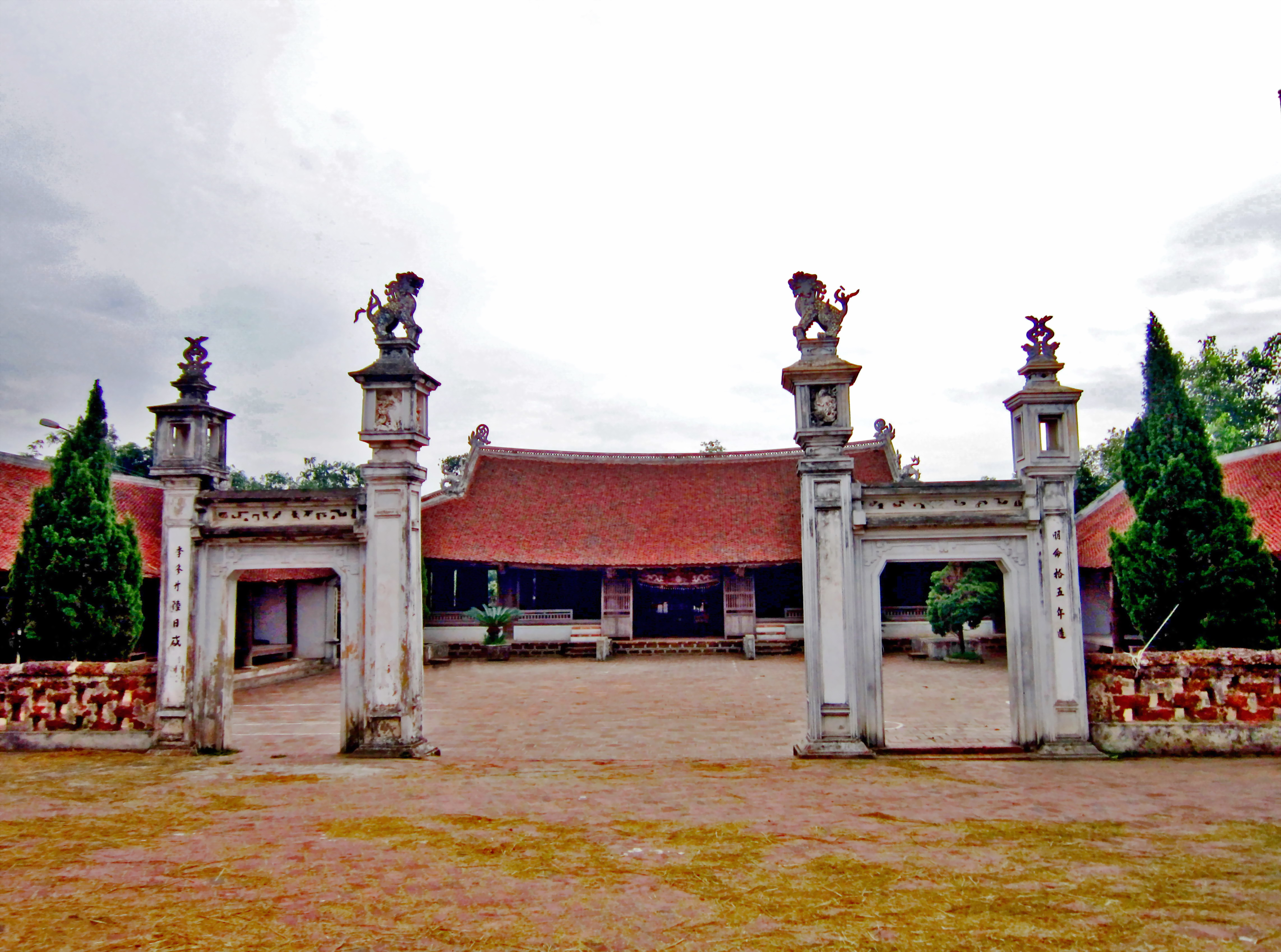
Đình Mông Phụ, nơi có bia ghi công Đỗ Huy Cảnh

Đỗ Huy Cảnh là một vị quan thanh liêm, trong sạch, cư xử đúng mực, hết lòng bảo vệ lẽ phải và bảo vệ dân nghèo. Chính vì vậy trong cuộc đời làm quan của mình, ông đã hai lần bị cách chức lưu quan chỉ vì thương dân mà làm trái lệnh triều đình. Theo bia công đức ở đình Mông Phụ (xã Đường Lâm, nay thuộc Hà Nội), lúc ông làm Bố chính tỉnh Sơn Tây, ông đã có công giúp nhân dân xã Mông Phụ bài trừ một số tệ và cải cách chế độ thuế khóa bất hợp lý, nên được nhân dân tôn kính và phong ông là Phúc thần giáng đản, lập sinh từ và dựng bia cho ông tại đình.

## Tác phẩm
Đỗ Huy Cảnh sáng tác nhiều thơ văn, chủ yếu bằng chữ Hán. Tuy nhiên, do chiến tranh bom đạn cháy cả làng La ngạn và nhiều nguyên nhân khác, nên đã bị thất lạc gần hết. Hiện chỉ còn một số bài thơ, câu đối được lưu giữ trong một số tác phẩm của con trai ông là Phó bảng Đỗ Huy Uyển.